# 러시아계 오스트레일리아인
러시아계 오스트레일리아인은 전부 또는 일부 러시아 혈통을 가진 오스트레일리아 시민이거나 러시아에서 이민 와 오스트레일리아에 거주하는 사람들을 포함한다.

## 역사

### 초기 해군 접촉
1807년 슬루프 네바는 루트비히 폰 하게마이스터 대위의 지휘 아래 포트잭슨만으로 항해하여 러시아령 아메리카로 가는 도중에 보급품을 실었다. 이것은 오스트레일리아 본토로 항해한 최초의 러시아 선박이었으므로, 때때로 오스트레일리아 식민지와 러시아 간의 관계가 시작된 것으로 간주된다.
접촉은 1820년에 미하일 라자레프와 파비안 고틀리프 폰 벨링스하우젠 함장의 지휘 아래 러시아 선박 보스토크('동쪽'을 의미)와 미르니(평화로운)가 포트잭슨만을 방문하면서 계속되었다. 그들은 차르 알렉산드르 1세가 추진했던 남극 탐험 원정 중 여러 차례 보급품과 수리를 구했다. 19세기 중반까지는 여전히 대영 제국의 일부였던 오스트레일리아에는 수십 명의 러시아인, 우크라이나인, 리투아니아인, 라트비아인, 핀란드인 및 기타 러시아 제국 출신 이민자들만이 거주하고 있었다.
러시아 선박들은 19세기 내내 오스트레일리아를 방문했으며, 많은 러시아 선원들이 선박에서 도주하여 오스트레일리아에 영구적으로 정착했다. 메노파와 두호보르파를 포함한 종교 단체들은 최대 40,000명의 정착민을 오스트레일리아와 뉴기니섬으로 보낼 계획을 세웠으나, 러시아 언론에서 많은 논쟁이 벌어지고 2,000건의 이민 신청이 있었음에도 불구하고 이러한 대규모 이민은 실현되지 않았다.
러시아 제국 해군의 코르벳함 보가티르는 1863년 멜버른과 시드니에 친선 방문했다. 1월 봉기 때의 탈영병들로부터 얻은 정보에 따르면 러시아는 연방을 지지하여 오스트레일리아를 공격할 계획을 가지고 있었다. (참조: 오스트레일리아와 미국 남북 전쟁: 러시아 제국 해군) 1882년에는 러시아 해군 함선 3척(아프리카, 베스트니크(헤럴드 또는 메신저), 플라스툰)이 멜버른에 입항하여 언론에 러시아 침공에 대한 새로운 두려움을 불러일으켰다. 공격적인 의도가 없다는 것이 분명해지기 전까지는 짧은 기간 동안 방위군 동원이 이어졌다. 1885년에는 우려하는 영국 식민지 주민들이 러시아 침공이 다시 임박했다고 생각하여 보터니만에 "시드니의 뒷문"을 보호하기 위해 베어섬 요새를 건설했다.

### 이민의 물결

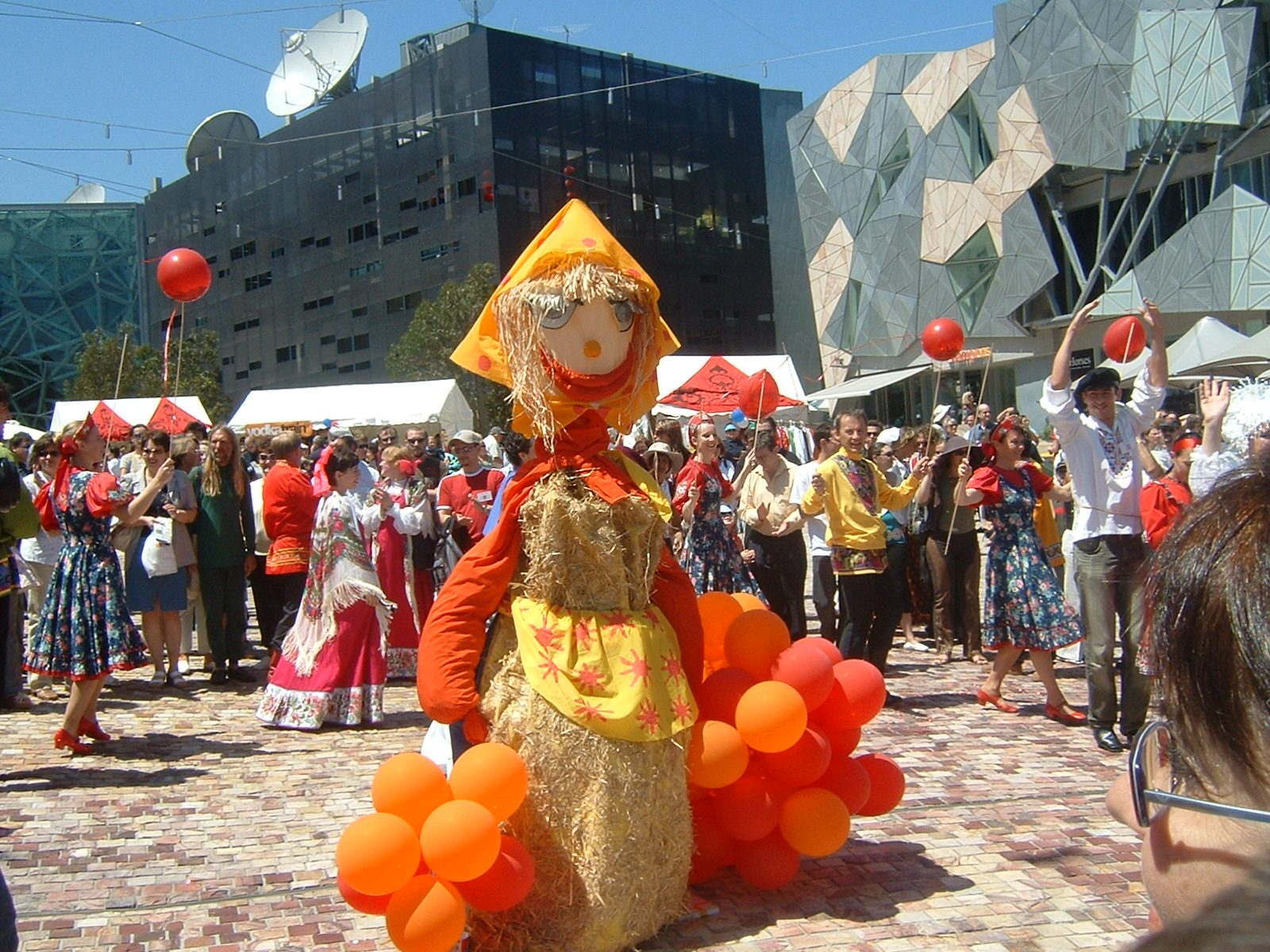
멜버른 페더레이션 광장에서 열린 마슬레니차 축제

19세기 말에는 매년 최대 25만 명이 러시아 제국에서 미국, 캐나다, 아르헨티나, 브라질과 같은 나라로 이민을 갔다. 오스트레일리아는 훨씬 덜 인기 있는 목적지였으며, 1890년에는 300명의 러시아인만이 오스트레일리아로 떠났다. 1891년 인구조사에 따르면 오스트레일리아에 거주하는 러시아인의 수는 2881명으로, 남성 2350명과 여성 531명이었다.

#### 첫 번째 물결 1880–1905
오스트레일리아로의 러시아인 이민의 첫 번째 주요 물결은 19세기 말에서 20세기 초에 시작되었으며, 주로 알렉산드르 2세 암살(구력 1881년 3월 1일) 이후 발트해와 러시아 남서부에서 반유대주의와 격렬한 포그롬을 피해 온 유대인들이었다. 아래 표에는 오스트레일리아 인구조사에 따른 러시아인의 수가 나와 있다.
| 인구조사 연도                   | 1871 | 1881 | 1891 | 1901 | 1911 | 1921 |
| ------------------------------- | ---- | ---- | ---- | ---- | ---- | ---- |
| 오스트레일리아 거주 러시아인 수 | 720  | 1303 | 2970 | 3372 | 4456 | 7659 |

1901년 오스트레일리아 연방이 형성될 무렵, 새로 설립된 국가에는 총 3,358명의 러시아인이 거주하고 있었으며, 뉴사우스웨일스주에 1,262명, 빅토리아주에 954명, 퀸즐랜드주에 454명, 사우스오스트레일리아주에 251명, 웨스턴오스트레일리아주에 400명, 태즈메이니아에 37명이었다. 당시 대부분의 이민자들은 영국을 통해 왔지만, 앞으로는 새로 개통된 시베리아 횡단 철도와 극동 지역의 항구를 통해 더 빠르고 저렴한 경로로 여행하는 사람들이 많아졌다. 오스트레일리아 이민자들의 편지는 러시아 언론에 흔히 게재되어 잠재적 이민자들이 이 이국적인 새로운 땅을 가능한 목적지로 고려하도록 장려하는 효과를 가져왔다.

#### 두 번째 물결 1905–1917
두 번째 물결은 1905년 러일 전쟁에서 러시아가 패배하고 같은 해 러시아 혁명 (1905년)과 1917년 러시아 2월 혁명 사이에 발생했다. 이 이민자들은 차르 체제의 정치적 반대자와 러시아 군대의 의무병역 기피자들로 구성되었다. 1914년 오스트레일리아 주재 러시아 총영사 알렉산드르 니콜라예비치 아바자에 따르면, 총 인구 450만 명 중 오스트레일리아에 러시아 제국 출신이 12,000명 있었다. 오스트레일리아의 민주주의와 사회적 유동성에 대한 매력은 많은 이민자들이 영어 부족으로 인해 처음 몇 년 동안 흔히 육체노동 직업에서 겪었던 고난을 능가했다.
제1차 세계 대전 동안 오스트레일리아에 거주하는 모든 러시아 남성 중 4분의 1 이상이 오스트레일리아군에 복무했다. 그 비율은 일반 오스트레일리아 인구보다 높았다. 오스트레일리아군에서 복무한 러시아 국적자는 다른 비앵글로색슨 국가의 국적자보다 많았다. 훨씬 더 많은 사람들이 지원했지만 영어 실력이 미숙하거나 건강 문제로 인해 거부되었다. 많은 신병들은 새로운 나라에 대한 감사로 동기 부여되었다. 또 다른 중요한 요인은 아바자 총영사의 정책으로, 그는 러시아군에 복무하지 않는 모든 러시아 국적자들을 강제로 송환하도록 로비했다(오스트레일리아와 달리 러시아는 의무 병역 정책을 가지고 있었다).
오스트레일리아 뉴질랜드 군단 소속 러시아 국적자 중 150명 이상이 갈리폴리 전투에 참전했다. 1916년 서부 전선의 ANZAC 부대원 중 러시아인 400명 이상이 있었다.

#### 세 번째 물결 1917–1939
오스트레일리아 정부는 러시아 혁명과 그에 따른 러시아 내전으로 인해 1917년부터 1922년까지 러시아로부터의 이민을 금지했다. 러시아 백군의 패배 후 이 금지 조치가 해제된 후, 볼셰비키 군대에 의해 백군이 패배한 1920년대에 세 번째 러시아인 물결이 오스트레일리아로 이주했다. 이들은 백계 러시아인으로 알려져 있다. 이 난민들 중 다수는 만연한 붉은 군대에 의해 시베리아로 쫓겨난 후 만주에서 출발했다.

#### 네 번째 물결 1945–1960
제2차 세계 대전 이후 러시아 전쟁 포로와 피난민으로 구성된 네 번째 이민 물결이 오스트레일리아로 왔다. 이들은 이오시프 스탈린의 소련에서 협력자 또는 위험한 서구 영향에 오염된 것으로 간주되어 박해를 받았다. 많은 러시아인들은 굴라크에서 죽음을 맞이할 수 있는 소련으로의 강제 송환을 두려워하여 스탈린의 모든 소련 시민은 귀국해야 한다는 명령을 피하기 위해 폴란드인이라고 주장했다. 1931년 일본의 만주 침공 이후 중국에서 러시아 정교회 난민들이 대거 유입되었고, 중국 국민당 군대의 패배 후 마오쩌둥의 집권으로 더 많은 난민들이 도피했다. 중국의 러시아 식민지를 위한 오스트레일리아 피난처는 상하이와 샌프란시스코의 요한 막시모비치 대주교에 의해 협상되었다. 그가 벤 치플리의 오스트레일리아 노동당 정부와의 협상에서 성공한 것은 때때로 요한의 성자로서의 기적을 증명하는 것으로 여겨진다. 오스트레일리아로 이민 온 몇몇 러시아 태생 이민자들은 소련 러시아와 공산 중국으로부터의 탈출 경험을 출판했는데, 여기에는 알렉스 사라닌의 '쿨라크의 아이'와 이고르 이바슈코프(게리 내시)의 '타라소프 사가'가 포함된다.
1917년 볼셰비키에 의해 전복된 러시아 임시정부의 수장 알렉산드르 케렌스키는 1945-46년 브리즈번에서 불치병에 걸린 아내의 가족과 함께 살았다.

#### 다섯 번째 물결 – 오늘날의 오스트레일리아 러시아인

2011년 인구조사 기준, 오스트레일리아 인구 대비 러시아계 조상을 가진 사람들의 비율을 통계 지역별로 지리적으로 나눈 지도

2006년 인구조사에 따르면 오스트레일리아의 러시아 태생 인구는 15,354명이었다. 대부분의 러시아 태생 거주자는 멜버른(5,407명) 또는 시드니(5,367명)에 거주한다. 러시아 태생 거주자의 상당수(62%)는 여성이며, 대부분(69%)은 1990년 이전에 오스트레일리아에 도착하지 않았다. 또한 2006년 인구조사에서 67,055명의 오스트레일리아 거주자들이 단독으로 또는 다른 한 가지 조상과 함께 러시아계 혈통을 가지고 있다고 밝혔다.
이전에는 많은 러시아 이민자들이 유대인이었던 반면, 최근 몇 년 동안 유대인 이민은 덜 두드러졌다. 주목할 만한 러시아 이민자로는 권투 선수 코스티아 추, 장대높이뛰기 챔피언 타티아나 그리고리에바 (그녀는 2000년 하계 올림픽에서 은메달을 획득했다), 그리고 저명한 헌법학자 류보프 포셰벨리아가 있다.
시드니의 본다이비치는 러시아 및 러시아-유대인 이민자들에게 인기 있는 지역으로, 그들의 필요를 충족시키는 여러 레스토랑과 전문점이 있다. 그러나 러시아인들은 뉴사우스웨일스주와 오스트레일리아 전역에 거주하며, 초기 이민 물결에서와 같은 특정 지역에 대한 집중도는 낮다. 스트라스필드와 시드니의 본다이와 같은 전통적인 중심지는 새로운 사람들에게 맞춰 끊임없이 변화하는 공동체이며, 언어 학교나 교회와 같은 서비스는 1980년대 이후로 이 지역을 넘어 잘 분포되지 않았다. 예를 들어, 시드니 북부 교외 지역에는 러시아인 및 기타 슬라브계 유럽인들이 최근 이민 물결에서 이 지역으로 이주했음에도 불구하고 언어 학교, 교회 또는 관련 서비스가 없다. 오스트레일리아 러시아 공동체는 전국적으로 스페셜 브로드캐스팅 서비스 정부 라디오 방송국의 러시아어 라디오 방송팀이 58개 공동체 언어로 방송하며 서비스를 제공한다.
러시아 연방 통계청에 따르면 2000년부터 2008년까지 러시아에서 오스트레일리아로 떠난 러시아인은 약 1,200명이다. 매년 약 170명의 러시아인이 러시아를 떠나 오스트레일리아로 이주한다.

## 오스트레일리아의 러시아 정교회
오스트레일리아 최초의 러시아 정교회 교구는 1925년 브리즈번에 설립되었다. 그곳의 성 니콜라스 본당 교회(현재 성 니콜라스 러시아 정교회 대성당)는 니콜라이 2세 차르-순교자를 위한 기념비가 될 의도였다.
시드니 최초의 러시아 성 블라디미르 대성당은 러시아의 세례 950주년을 기념하여 1938년에 개관했다. 제2차 세계 대전 이후 더 많은 교회가 문을 열었다. 해외 러시아 정교회(ROCOR, 러시아 교회 해외(ROCA) 또는 시노드로도 알려짐)의 오스트레일리아 교구가 설립되었으며, 현재 스트라스필드 NSW의 성 베드로와 바울 대성당을 포함하여 오스트레일리아와 뉴질랜드에 약 42개의 센터를 두고 있다. 스트라스필드는 많은 러시아인들이 정착한 지역이다. 또한 시드니 근처 켄틀린에는 러시아 정교회 콘벤투스가, 봄발라, NSW에는 거룩한 변모 수도원이 있다. 일부 러시아 교회는 러시아어와 관습을 보존하기 위해 러시아 학교를 설립했다.
또한 글렌 아이리스, 빅토리아주(영어로 예배함) 및 블랙타운, 뉴사우스웨일스주(슬라브어로 예배함)에 러시아 정교회(모스크바 총대주교청) 본당이 있다. 뱅크스타운, 뉴사우스웨일스주에는 모스크바 총대주교청에 의해 관리되는 소규모 벨라루스 정교회 공동체가 있다. 멜버른 사우스 야라의 러시아 정교회 교인들은 그리스 정교회 대교구의 관할 하에 있으며 러시아어로 예배를 드린다. 러시아 고의식파의 전통을 대표하는 리포반인 정교회 고의식파 교회 본당도 일부 있다.

## 저명한 러시아계 오스트레일리아인

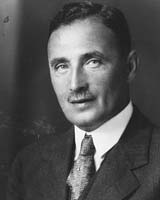
심카 바에프스키로 태어난 시드니 마이어는 러시아 이민의 첫 번째 주요 물결을 대표하는 전형적인 인물이었다.

오스트레일리아 소매 부문에서 여전히 지배적인 세력인 마이어 쇼핑 체인은 초기 러시아어 사용 유대인 이민자 시드니 마이어가 멜버른에서 설립했으며, 그의 첫 번째 매장은 '마이어 엠포리움'으로 시작되었다. 그는 살아있는 동안 멜버른의 새로운 러시아 이민자들을 지원했다.
온라인 소매업 기업가 루슬란 코간은 벨라루스에서 태어나 1989년 5세의 나이로 오스트레일리아로 이민 왔다. 2006년 그는 오스트레일리아에서 가장 큰 온라인 소매업체 중 하나인 코간을 시작했으며, 저렴한 기술을 만들고 판매한다. 그는 또한 가구 소매업체 밀란 다이렉트의 공동 설립자이다. 2012년 그는 BRW 매거진에 의해 오스트레일리아에서 30세 미만 최고 부자로 선정되었다.
광산 엔지니어 일리야 레핀(1888-1949)은 1925년 시드니에 정착한 후 1930년대 로버트슨 로드에 시드니 러시아 정교회를 세우는 데 일조했다. 처음에는 자신의 오두막에서 예배를 드렸고, 이 자리에서 오늘날까지 존재하는 '흐람'인 성 블라디미르 교회를 설립했다. 오스트레일리아에는 러시아 문화 및 예술 방문의 오랜 역사가 있다. 1913년, 러시아 제국 발레단은 오스트레일리아 순회공연을 가졌는데, 이는 제1차 세계 대전 이전 러시아 배우들의 처음이자 유일한 공연이었다. 1926년, 유명한 러시아 발레리나 안나 파블로바는 멜버른과 시드니에서 춤을 추며 당시 초창기 오스트레일리아 발레에 큰 활력을 불어넣었고, 같은 해에는 유명한 오페라 가수 표도르 샬리아핀이 오스트레일리아 콘서트 투어를 했다. 저명한 발레리나 이리나 바론보아는 제2차 세계 대전 전에 오스트레일리아를 순회공연했고, 2000년부터 사망한 2008년까지 바이런베이, 뉴사우스웨일스주에 살았다. 그녀는 왕립 무용 아카데미의 부회장이자 오스트레일리아 발레단의 후원자였으며, 2005년에 회고록을 출판했다.
키라 부슬로프 (아브리코소바) (1914–2001)는 오스트레일리아에서 가장 오래된 발레단인 WA 주립 발레단의 창립자로 가장 잘 알려져 있다. 러시아인 부모 사이에서 몬테카를로에서 태어난 그녀는 1938년 코벤트 가든 러시아 발레단의 일원으로 오스트레일리아에 왔고, 1939년 투어가 끝난 후 오스트레일리아에 머물렀다. 그녀는 남편인 작곡가 제임스 펜버티와 함께 퍼스로 이주하여 1952년에 웨스턴 오스트레일리아 주립 발레단을 설립했다.
피아니스트 알렉산드르 스베르젠스키와 필립 쇼브크, 화가 다닐라 바실리예프는 오스트레일리아에서 활동하며 해당 예술 분야의 지역 발전에 기여했으며, 미술사학자 니나 크리스텐센은 1946년 멜버른 대학교에 러시아어 및 문학과를 설립했다.
러시아 예술 축제와 행사는 오스트레일리아에서 인기가 많다. 알렉산드르 푸시킨 사망 150주년은 1987년 시 축제로 기념되었으며, 멜버른과 시드니의 주요 도시에서는 다양한 러시아 문화 및 사회 단체들이 활발히 활동하고 있다. 러시안 커넥션(Russian Connection)은 오스트레일리아에서 러시아 풍의 문화 행사 및 기념일에 대한 독립적이고 포괄적인 안내를 제공한다. 이 단체는 미술 전시회, 발레, 클래식 음악, 콘서트, 축제, 어린이 행사, 영화, 뮤지컬, 강연, 오페라, 연극 등 러시아 문화 활동을 홍보한다. 러시안 커넥션은 최근 다양한 공공 도서관에서 이용할 수 있는 새로운 러시아 문학 및 러시아어 영화 카탈로그를 추가하여 지속적으로 확장되고 있다.
- 미하일 안드레예비치 로마노프.
- 애덤 번스: 이민 변호사이자 전 럭비 유니언 선수.
- 알렉세이 포피린: 테니스 선수.
- 다리아 가브릴로바: 테니스 선수.
- 그레그 옐루데프: 럭비 유니언 선수.
- 피터 멘게데: 미국의 밴드 헬멧과 핸섬의 기타리스트이자 창립 멤버.
- 블라디미르 미하일로비치 페트로프: 외교관.
- 예브도키야 페트로바: 오스트레일리아의 러시아 스파이.
- 코스타 로닌: 배우.

## 러시아의 오스트레일리아인
오스트레일리아의 러시아 관련 인물들은 대부분 러시아 태생이 오스트레일리아로 이주하거나 방문한 사람들로 구성되어 있다. 러시아로 이주한 오스트레일리아인 중 가장 주목할 만한 대표자는 유명한 물리학자 알렉산드르 미하일로비치 프로호로프이다. 그는 1916년 오스트레일리아 애서턴, 퀸즐랜드주에서 러시아 이민자 가족에게서 태어났다. 그는 부모님과 함께 1923년에 소련으로 이주했다. 1964년 그는 레이저와 메이저에 대한 연구로 노벨 물리학상을 수상했다. 그는 또한 1969년부터 소비에트 대백과사전의 편집장이었다.

## 같이 보기
- 오스트레일리아-러시아 관계
- 아시아계 오스트레일리아인
- 시드니, 오스트레일리아 및 뉴질랜드 교구
- 유럽계 오스트레일리아인
- 오세아니아의 유럽인
- 오스트레일리아로의 이민
- 러시아 잭
- 러시아 디아스포라